# Стара Херцеговина
Стара Херцеговина је историјска и географска област која обухвата поједине регије које су у ранијим временима биле саставни дио некадашње (велике) Херцеговине, од које су под разним околностима отргнуте (први дио 1878. године, а други дио 1912. године), тако да се више не подводе под општи појам Херцеговине у његовом ужем (савременом) значењу. У географском смислу, област Старе Херцеговине обухвата сјеверозападну половину данашње Црне Горе, од Херцег Новог, преко Никшића, Шавника, Плужина и Жабљака, до Пљеваља и Бијелог Поља, а такође укључује и Пријепоље у Србији, односно Рудо, Чајниче, Горажде , Калиновик и  Фочу у данашњој Босни и Херцеговини.
Назив области (Стара Херцеговина) треба разликовати од описног израза стара Херцеговина (са малим словом с) који се понекад употребљава за означавање цијеле Херцеговине у старим временима.

## Назив
Назив Херцеговине потиче од средњовјековне Херцеговине Светог Саве, која је створена средином 15. вијека, када је војвода Стефан Вукчић Косача узео титулу: херцег од Светог Саве. Од тог времена, Херцеговина је обухватала целокупно подручје од Полимља на истоку, до Имотског поља на западу, и од горњег Подриња на сјеверу до Херцег-Новог на југу. За вријеме турске власти, исти просторни опсег задржао је и тадашњи Херцеговачки санџак. Подручје данашње Старе Херцеговине је све до новијих времена било саставни дио историјске Херцеговине, а сам назив Стара Херцеговина почео је да добија специфично регионално значење тек након 1878. године, када је почео да се употребљава првенствено за оне дијелове Херцеговине који су у то вријеме (а другим дијелом и 1912. године) прикључени Књажевини Црној Гори. У истом смислу, у Стару Херцеговину се рачунао и онај дио некадашње Херцеговине који је 1912. године припао Краљевини Србији (област око Пријепоља), а такође и онај дио некадашње Херцеговине који је аустроугарска окупациона власт након 1878. године прикључила Сарајевском окружју (горње Подриње, око Фоче, Горажда, Чајнича и Рудог), одвојивши те крајеве од преосталог (највећег) дијела Херцеговине који је био организован као Мостарско окружје.

## Историја
Прије настанка Херцеговине (средина 15. вијека), на подручју потоње Старе Херцеговине постојало је неколико старих српских области и жупа, као што су: Захумље и Травунија на југозападу, односно Оногошт (жупа), Брезница (жупа), Љубовиђа (жупа) и друге области и жупе према унутрашњости, до горњег Подриња и доњег Полимља. За вријеме турске власти, када је на тим просторима постојао Херцеговачки санџак, а потом и Херцеговачки пашалук, посебан значај су добила Пљевља, у којима се током дужег времена налазило и сједиште херцеговачког санџак-бега. На подручју Старе Херцеговине су још од средњовјековних времена постојали утврђени градови-тврђаве, као што су: Соко, Козник, Сусјед, Клобук, Кукањ, Оногошт и други.

### Стара Херцеговина у саставу Црне Горе
Током Херцеговачког устанка (1875-1878), знатан дио Херцеговине ослобођен је од турске власти. Пошто се устанак одвијао упоредо са Црногорско-турским ратом (1876-1878), заједничким напором црногорских и херцеговачких Срба остварени су значајни успјеси, од којих је посебан значај имало ослобођење Никшића (1877). Одлуком Берлинског конгреса (1878), највећи дио ослобођеног подручја ушао је у састав Књажевине Црне Горе. Тада се поставило и питање о уношењу херцеговачке одреднице у проширени владарски наслов књаза Николе, који је веома поштовао Херцеговце, али то није могло бити учињено због стилизације Берлинског уговора, у коме је појам Херцеговине био сведен на дио под аустроугарском окупацијом.
Стога је приликом преуређења епархијске управе донета одлука да се оживи помен древне српске области Захумља, тако да је ново владичанство са седиштем у Никшићу добило назив: Захумско-рашка епархија (1878). Први старохерцеговачки владика био је епископ Висарион Љубиша (1878-1882), али након његовог преласка на службу цетињског митрополита (1882) епархија није попуњавана већ је администрирана од стране цетињских митрополита све до 1908. године, када је за новог старохерцеговачког владику изабран епископ Кирило Митровић.
Један од основних разлога за тако дугу упражњеност владичанске столице у Никшићу огледао се у тежњи државне власти на Цетињу ка што бржој интеграцији новоприкључених области. Управо у то вријеме појавила су се и прва настојања да се дотадашњи регионални идентитет старохерцеговачких Срба замени новим идентитетом, заснованим на регионалним традицијама Старе Црне Горе.
Током Првог балканског рата (1912), ослобођен је и преостали дио Херцеговине, а по савезничком споразуму Краљевини Црној Гори је припала област од Пљеваља, преко Бијелог Поља, до Берана, што је и потврђено Лондонским мировним уговором од 30. маја 1913. године. Тиме је довршено геополитичко обликовање старохерцеговачког простора.

### Аутономија Старе Херцеговине
Крајем 2005. и почетком 2006. године, у вријеме припрема за одржавање референдума о државном статусу Црне Горе, дошло је до обнављања јавне расправе о традиционалним посебностима и разликама између појединих региона. Посебну пажњу јавности изазивао је све израженији раскорак између појединих историјских области у којима је већина бирача подржавала идеју о независности (Стара Црна Гора, Улцињ, Плав, Рожаје) и осталих области, у којима су превладавала другачија државно-политичка опредељења (Стара Херцеговина са Полимљем и Бока Которска са Приморјем). Тим поводом је покренуто питање о историјском праву сваке области на демократско одлучивање о сопственом политичком статусу. Такође је покренуто и питање, да ли Стара Црна Гора уз подршку мањинских региона (Улцињ, Плав, Рожаје) има право да намеће своју политичку вољу осталим историјским регионима. Тим поводом су под окриљем Вијећа народних скупштина и Покрета за европску државну заједницу Србије и Црне Горе разматране разне иницијативе, од одржавања паралелног референдума у појединим областима, до стварања институционалних предуслова за аутономно политичко организовање на тим подручјима.
Након проглашења државне независности Црне Горе (2006), у више наврата је покретано питање о децентрализацији и регионализацији државне управе, а у појединим историјским областима је дошло до обнављања ранијих замисли о успостављању територијалних и политичких аутономија (Бока Которска, Стара Херцеговина). Иако се Црна Гора обавезала на поштовање европских стандарда у области регионализације, државне власти су током наредних година пружале отпор таквим иницијативама, које су дошле до изражаја и у појединим мањинским општинама (Улцињ, Тузи, Гусиње, Плав, Рожаје). Настојећи да централистичко државно уређење очува путем сузбијања сваког политичког дијалога о децентрализацији и регионализацији, државна власт је изазвала контраефекат, који се на подручју Старе Херцеговине манифестовао у виду иницијативе за успостављање административне и политичке аутономије.

## Градови
Стара Херцеговина обухвата шест општина у Црној Гори: Пљевља, Жабљак, Плужине, Шавник, Никшић и Херцег Нови, као и дио општине Котор (Рисански залив и Кривошије). У овој историјској области данас је највећи град Никшић, а након њега Пљевља и Херцег Нови. Стара Херцеговина обухвата и Пријепоље у Републици Србији, те Фочу и Калиновик у Републици Српској.

## Племена
Племена Старе Херцеговине се простиру на територији данашње Црне Горе.
Племена Старе Херцеговине су: Дробњаци (са Језерима), Ускоци, Пива, Шаранци, Никшићи, Бањани, Грахово, Кривошије, Требјешани,Рудињани.

## Галерија
- Ширење босанске државе на југоистоку, 1373. године.
- Војводство С. В. Косаче, 1440. године.
- Упад војводе С. В. Косаче у Зету (XV век).
- Упад војводе С. В. Косаче у Зету (XV век).